# Geografia de Bogotà

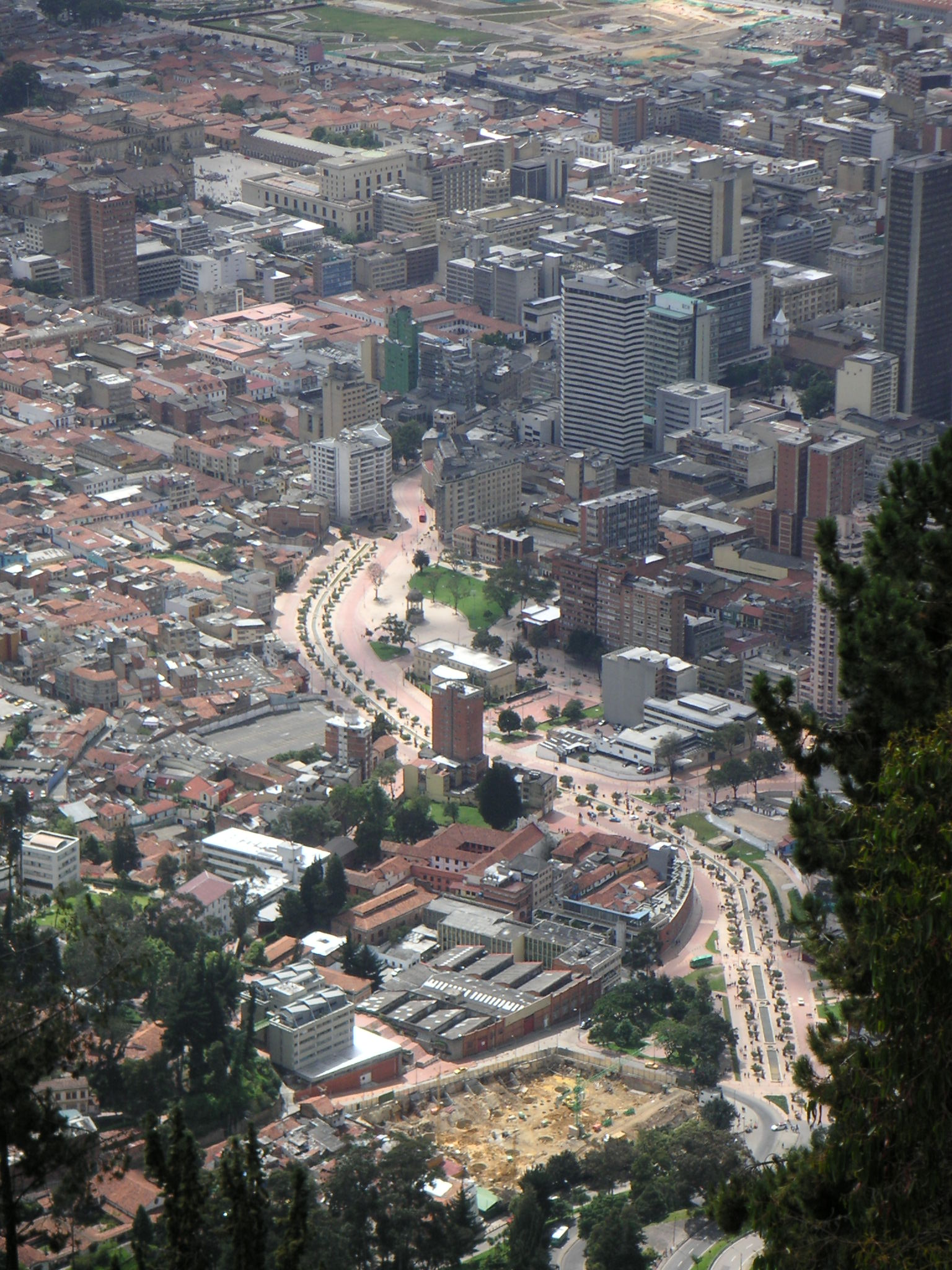
Bogotà vista des de Monserrate

La ciutat de Bogotà està situada en la sabana del mateix nom, sobre l'altiplà cundiboyacense (Serralada Oriental dels Caminis) a una altitud de 2.640 msnm, té una àrea total de 1732 km² i una àrea urbana de 384,3 km². El terra que constitueix el territori on s'assenteixi la ciutat és principalment provinent del període quaternari i antigament va ser un llac, d'això donen evidència els aiguamolls que cobreix alguns sectors no urbanitzats de la sabana. Quan van arribar els primers conquistadors aquest territori estava cobert de pantans.

## Ubicació
La ciutat de Bogotà es troba a la Serralada Oriental dels Andes ubicada en el centre de Colòmbia. Limita al nord amb el municipi de Chía, a l'orient amb els Turons Orientals en els municipis de La Calera, Choachí i Ubaque, al sud amb l'Erm de Sumapaz, i a l'occident amb Soacha, Mosquera, Funza i Cota.

## Relleu
La ciutat s'ubica sobre la Serralada Oriental Colombiana, en la Sabana de Bogotà, i està delimitada a l'orient per un sistema muntanyós en el qual es destaquen els turons de Monserrate i Guadalupe. Bogotà es troba comunicat amb el turó de Monserrate a través dels serveis de Telefèric i Funicular que els uneix i és considerat el major atractiu de la capital.

## Hidrografia
El seu riu més important és el riu Bogotà, que des de fa diverses dècades presenta uns alts nivells de contaminació. Altres rius importants a la ciutat són el riu Tunjuelo, que discorre pel sud de la ciutat, el riu Fucha, El riu Juan Amarillo (Salnitre), els quals desemboquen al riu Bogotà. Les cascades|cataractes del Salt del Tequendama en Sibaté, fan part del riu Bogotà i són un lloc turístic als afores de la ciutat, per la seva esplendor de temps passats. Avui per la contaminació, només atreuen en la seva gran majoria els suïcides. Finalment el riu Bogotà desemboca en el riu Magdalena, a les altures del municipi cundinamarquès de Girardot.

## Regió del Sumapaz
Bogotà té una enorme reserva natural, anomenada regió del Sumapaz, que en si mateixa és més extensa que la mateixa ciutat, allà hi ha l'erm més gran del món i el parc natural del mateix nom, a més de tres corregiments, que conformen la localitat número 20 de la ciutat. A més, per bé que encara continuen sent municipis dependents del departament de Cundinamarca, Soacha, Sibate, Funza, Mosquera, Madrid i La Calera, que reuneixen una població de més de 900 mil habitants, també conformen una mateixa zona urbana amb Bogotà i estan integrats totalment al seu territori, fins a l'arribada a les cascades|cataractes del Salt de Tequendama en el cas de la part Sud. També a la seva rodalia hi ha municipis perifèrics de fàcil accés des del centre de Bogotà, com Chia, Cota, Choachí, Tabio, Tenjo, Gachancipá, Briceño, Sopo (on es troba el Parc Jaime Duque), Zipaquirá (on està la Catedral subterrània de Sal més gran del món), Guatavita (on està la llacuna de la llegenda de "El Dorado"), Cajicá i Tocancipá, on es troben el Kartodromo Juan Pablo Montoya i l'Autodromo de la ciutat respectivament.

## Sismologia
La zona on està ubicada la ciutat, la qual correspon a la placa tectònica Sud-Americana, presenta una important activitat sísmica, que s'evidencia amb els terratrèmols que ha sofert durant la seva història, els últims registrats el 13 d'octubre de 1743, el 15 de juliol de 1785, el 17 de juny de 1826 i el 31 d'agost de 1917.

## Clima
La ciutat té un clima de sabana tropical (principalment afectat per l'altitud) que oscil·la entre els 7 i els 18 °C, amb una temperatura mitjana anual de 14 °C (similar al clima de la primavera septentrional). Les temporades més plujoses de l'any són entre abril i maig, i entre setembre i novembre, assolint els 114 mm/mes; en contrast, les temporades més seques de l'any es presenten entre desembre i febrer, i entre juliol i agost, en les quals durant la nit i la matinada es presenten forts gelades que afecten l'agricultura. El mes d'agost sol ser molt assolellat durant el dia i acompanyat de vents.